# Неистовый (фильм, 1988)
«Неи́стовый» (англ. Frantic, другие варианты перевода — «Неукроти́мый», «На гра́ни безу́мия») — детектив режиссёра Романа Полански (1988), действие которого происходит в Париже. Напряжённую атмосферу фильма органично дополняет музыка Эннио Морриконе, стилизованная под херрмановские саундтреки к лентам Хичкока. Главные роли исполнили Харрисон Форд и Эммануэль Сенье, вскоре ставшая супругой режиссёра.

## Сюжет
Доктор Ричард Уокер (Харрисон Форд), американский хирург из Сан-Франциско, приежает в Париж вместе со своей женой Сондрой (Бетти Бакли) для посещения медицинской конференции. В отеле Сондра не может открыть свой чемодан, и Уокер понимает, что в аэропорту она взяла с багажной ленты чужой чемодан. Пока Уокер принимает душ, Сондре звонят по телефону, после чего она таинственно исчезает из их номера.
Уокер, всё ещё страдающий от джетлага, обращается к вежливому, но равнодушному персоналу отеля в попытке найти свою жену, а затем выходит на улицу, чтобы поискать ее самостоятельно. В кафе его подслушивает бродяга и говорит, что видел, как Сондру заталкивали в машину в соседнем переулке. Уокер скептически относится к словам бездомного, однако находит на булыжнике браслет с именем своей жены. Он обращается в полицию Парижа и в посольство США, но сталкивается с бюрократией и понимает, что никто не будет особо заниматься поисками Сондры. Продолжая поиски самостоятельно, Уокер оказывается на месте убийства, где знакомится с уличной проституткой Мишель (Эммануэль Сенье), которая в аэропорту взяла чемодан Сондры вместо своего. Он узнает, что Мишель — профессиональный контрабандист наркотиков, но не знает, на кого работал Деде, нанявший её для провоза нелегальных товаров. Мишель неохотно помогает Уокеру в его попытке узнать, что находилось в её чемодане и как вернуть похищенную жену.
После посещения квартиры Мишель, гостиничного номера Уокера и кабаре выясняется, что содержимое контрабанды — не наркотики, а крайтрон, электронный переключатель, используемый в качестве детонатора для ядерного оружия, украденный и провезенный внутри сувенирной копии Статуи Свободы по заказу арабских агентов. Американское посольство, работающее с израильскими агентами, хочет заполучить драгоценное устройство, и им безразлично, если Сондра умрёт. Чтобы спасти свою жену, Уокер объединяет усилия с Мишель, которая заинтересована только в том, чтобы получить своё вознаграждение.
Фильм заканчивается противостоянием на Лебедином острове посреди Сены, рядом с парижской копией Статуи Свободы, где Сондру должны обменять на крайтрон. Завязывается перестрелка между арабскими агентами, которые должны были получить устройство, и израильскими агентами, которые выслеживали и следили за ними. Арабы погибают под перекрестным огнем; Мишель тоже попадает в перестрелку и умирает вскоре после того, как положила крайтрон в карман Уокера. В ярости Уокер показывает крайтрон израильским агентам и бросает его в Сену. Уокер уносит тело Мишель, и они с Сондрой покидают Париж.

## В ролях
- Харрисон Форд — доктор Ричард Уокер
- Эммануэль Сенье — Мишель
- Бетти Бакли — Сондра Уокер
- Джон Махони — Уильямс, сотрудник посольства США в Париже
- Йорго Вояджис — похититель
- Жерар Клейн — Гайяр
- Джиби Сумаре — таксист
- Доминик Виртон — клерк

## Создание
Знаменитый сценарист Роберт Таун выступил одним из авторов сценария картины «Неистовый», однако его имя не указано в титрах. В одной из сцен фильма можно заметить самого Романа Полански: он играет водителя такси. Также Полански принадлежит голос человека, опрашивающего Мишель в квартире.
После просмотра Харрисон Форд, исполнивший главную роль, сказал Полански, что в фильме нет заявленного в названии фильма неистовства, и предложил режиссёру изменить название на «Взволнованный». Полански однако, был непреклонен. На студии настояли, чтобы Роман Полански вырезал из фильма около 15 минут и переснял концовку.
Фильм не окупился в американском прокате, собрав немногим более 17 млн долларов при бюджете в 20 млн долларов. При этом картина удостоилась похвалы критиков: на портале Rotten Tomatoes она удерживает планку в 78% позитивных отзывов.

## Интересные факты
В 1993 году Харрисон Форд вновь сыграл несчастного доктора по имени Ричард, который втянут в криминальную интригу, связанную с его супругой, — в фильме Эндрю Дэвиса «Беглец». Ещё одного доктора, у которого будут проблемы с женой, Форд сыграет в 2000-м у Роберта Земекиса в триллере «Что скрывает ложь».
В своё время в Америке под названием «Frantic» на экраны вышел фильм Луи Маля «Лифт на эшафот» (1958).
Актриса Эммануэль Сенье, сыгравшая роль Мишель, 30 августа 1989 стала женой Романа Полански. Позже она сыграла ещё в трёх фильмах своего мужа «Горькая луна» (1992), «Девятые врата» (1999) и «Венера в мехах» (2013).
В фильме несколько раз звучит одна и та же песня Грейс Джонс — «I've Seen That Face Before (Libertango)».